# Ericthonius punctatus
Ericthonius punctatus är en kräftdjursart som först beskrevs av Charles Spence Bate 1857.  Ericthonius punctatus ingår i släktet Ericthonius och familjen Ischyroceridae. Inga underarter finns listade i Catalogue of Life.